# Jamie George
Jamie Edward George (Welwyn Garden City, 20 de octubre de 1990) es un jugador británico de rugby que se desempeña como hooker y juega en los Saracens de la inglesa Premiership Rugby. Es internacional con la Rosa desde 2015.

## Selección nacional
Stuart Lancaster lo convocó a la Rosa para disputar los test matches de mitad de año 2015 y debutó contra Les Bleus. En total lleva 41 partidos jugados y 15 puntos marcados, producto de tres tries.
Lancaster lo seleccionó para participar de Inglaterra 2015 donde fue reserva; por detrás del titular Tom Youngs y el suplente Rob Webber; George jugó contra Uruguay y la Rosa fue eliminada por los Wallabies en primera fase, siendo el mayor fracaso histórico. El australiano Eddie Jones lo trajo a Japón 2019 ya como titular indiscutido.
Fue seleccionado por Eddie Jones para formar parte del XV de la rosa en la Copa Mundial de Rugby de 2019 en Japón donde lograron vencer en semifinales, en el que fue el mejor partido del torneo, a los All Blacks que defendían el título de campeón, por el marcador de 19-7. Sin embargo, no pudieron vencer en la final a Sudáfrica perdiendo por el marcador de 32-12.

#### Participaciones en Copas del Mundo
| Mundial                       | Sede       | Resultado    | PJ | Tries |
| ----------------------------- | ---------- | ------------ | -- | ----- |
| Copa Mundial de Rugby de 2015 | Inglaterra | Primera fase | 1  | 0     |
| Copa Mundial de Rugby de 2019 | Japón      | Subcampeón   | 5  | 1     |
| Copa Mundial de Rugby de 2023 | Francia    | 3er Puesto   | 6  | 0     |

#### Leones Británicos
El kiwi Warren Gatland lo seleccionó a los British and Irish Lions para participar de la Gira de los Leones Británico-Irlandeses 2017 que se realizó por Nueva Zelanda. George fue titular indiscutido y jugó los tres test matches contra los All Blacks.

## Palmarés y distinciones notables
- Campeón del Torneo de las Seis Naciones de 2016 y 2017.
- Campeón de la Copa de Campeones de 2015–16, 2016–17 y 2018-19
- Campeón de la Premiership Rugby de 2010–11, 2014–15, 2015–16, 2017–18 y 2018-19.
- Campeón de la Anglo-Welsh Cup de 2014–15.
- Seleccionado por los British and Irish Lions para la gira de 2017 en Nueva Zelanda[5]
- Seleccionado por los British and Irish Lions para la gira de 2021 en Sudáfrica [6]